# (5315) Balʹmont
(5315) Balʹmont (1982 SV5) – planetoida z grupy pasa głównego asteroid okrążająca Słońce w ciągu 3,41 lat w średniej odległości 2,26 au Odkryta 16 września 1982 roku.